# Biserica romano-catolică din Solonețu Nou

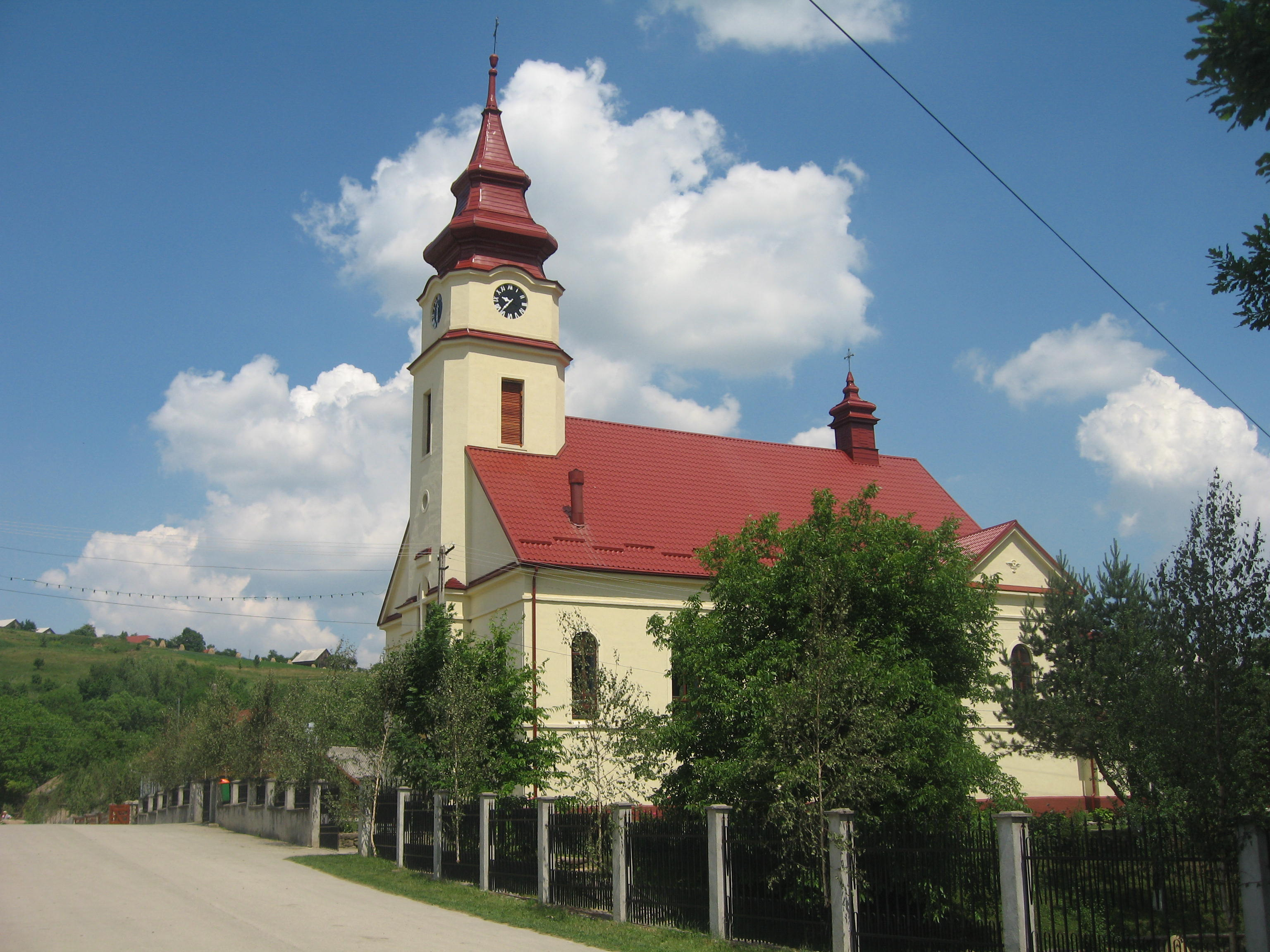
Biserica romano-catolică din Solonețu Nou

Biserica „Coborârea Duhului Sfânt” din Solonețu Nou este o biserică romano-catolică construită în perioada 1937-1940 de către credincioșii romano-catolici polonezi din satul Solonețu Nou (comuna Cacica, județul Suceava, România). Ea se află în vârful unui deal din centrul satului. 

## Comunitatea poloneză din Solonețu Nou
După anexarea Bucovinei de către Imperiul Habsburgic (1775), autoritățile austriece au adus aici coloniști de origine poloneză, care proveneau din diverse regiuni ale imperiului. La sfârșitul lunii octombrie 1834, primii coloniști polonezi au sosit și s-au stabilit pe un teritoriu aflat în apropiere de satele Cacica și Pârteștii de Sus. Cele 30 de familii de emigranți polonezi au întemeiat satul Solonețu Nou (în germană Solonetz Neu și în poloneză Nowy Soloniec), a cărui denumire provine de la râul Soloneț care traversează localitatea.
Coloniștii erau munteni polonezi (gorali) din regiunea Czadca (aflată la granița Slovaciei cu Polonia), de religie romano-catolică. Ei s-au ocupat la început cu tăierea pădurilor, creșterea animalelor și agricultura. 
După Unirea Bucovinei cu România (1918), ponderea polonezilor din Solonețu Nou s-a menținut ridicată. În anul 1930, populația satului Solonețul-Nou era de 1.234 locuitori, dintre care 895 polonezi (72,52%), 255 ruteni (20,66%), 56 români (4,53%), 20 germani (1,62%), 5 evrei și 3 ruși. După religie, locuitorii satului erau grupați astfel: 915 romano-catolici (74,14%), 266 greco-catolici (21,55%), 48 ortodocși (3,88%) și 5 mozaici.
O parte a etnicilor polonezi din Solonețu Nou a emigrat în 1946 și 1947 în Polonia, plecând atunci 523 de persoane, iar satul Solonețu Nou rămânând cu o populație de 527 locuitori. În perioada regimului comunist, etnicii polonezi au reușit să-și mențină identitatea poloneză, limba și tradițiile. 
În anul 1998, președintele Poloniei, Aleksander Kwaśniewski, a vizitat România, ajungând și la Solonețu Nou. Acesta este singurul sat compact de polonezi din România, aici locuind 1.000 din cei circa 3.000 de polonezi aflați în Bucovina. Impresionat de drumul noroios pe care a mers cu mașina, șeful statului polonez a promis locuitorilor satului că autoritățile poloneze se vor implica și le vor construi sătenilor un drum asfaltat și o școală și le vor trimite profesori și preoți. La începutul secolului al XXI-lea, prin parteneriatul autorităților române cu cele poloneze, s-a construit un drum de beton cu o lungime de 5 km, care a legat satele Cacica și Solonețu Nou. 
Din cadrul acestei comunități provin următorii preoți: Józef Chachuła (Iosif Chachula) (1911-1967), Heinrich Ostrowschi (1946-1977), Alfons-Eugen Zelionka (n. 1978) și Andrei Staszkovian (n. 1983).

## Istoric

### Primul lăcaș de cult
La puțină vreme după sosire, emigranții polonezi au construit în 1849 o capelă romano-catolică din lemn, carea avea acoperișul și pereții exteriori acoperiți cu draniță. Capela a fost reconstruită și extinsă în 1911. 
Până la începutul secolului al XX-lea, credincioșii romano-catolici din Solonețu Nou nu au avut preot. După sosirea la Cacica în 1902 a preoților misionari lazariști din Cracovia (Polonia), a fost delegat un preot misionar care să se ocupe de comunitatea din Solonețu Nou. Frații lazariști s-au îngrijit de această comunitate până în anul 1967. Ca preoți misionari au funcționat următorii: pr. Jan Rossman (1902-1906) - care locuia la Cacica, dar se deplasa în fiecare duminică la Solonețu Nou. pr. Piotr Brukwicki (1906), pr. Antoni Mazurkiewicz (1906-1907), pr. Emanuel Dziewior (1907-1908), pr. Pawel Mixa (1908-1911) și pr. Henryk Wochowski (1911-1924). În anul 1921 s-a construit o casă parohială, lângă bisericuța din lemn. 
În anul 1921 s-a înființat Vicariatul General romano-catolic al Bucovinei, cu sediul la Cernăuți. Tot atunci, s-au decis unele schimbări administrative. În perioada 1921-2004, comunității romano-catolice din Solonețu Nou i-a fost afiliată mica comunitate poloneză din Pleșa, întemeiată în anul 1836 de coloniștii veniți din Tereblecea.
Comunitatea romano-catolică din Solonețu Nou a fost ridicată în anul 1924 la rangul de parohie, primul paroh fiind pr. Henryk Wochowski (1924-1928), ajutat de pr. Józef Muszynski din Galiția. După numirea pr. Wochowski în 1928 ca superior al Sanctuarului marian de la Cacica, a fost numit ca paroh pr. Emanuel Dziewior, care fusese preot misionar aici în urmă cu 20 ani.
După datele Recensământului general al populației României din 29 decembrie 1930, în satul Solonețul-Nou locuiau 915 credincioși romano-catolici. Aceștia reprezentau o pondere de 74,14% din populația localității. Marea majoritate a lor era de etnie poloneză.

### Construirea noii biserici și situația ei în secolul al XX-lea
Capela de lem fiind neîncăpătoare și destul de ruinată, a devenit necesară construirea unui nou lăcaș de cult. Astfel, în perioada 1937-1940 s-a construit o biserică romano-catolică mai mare, în vârful unui deal din centrul satului. Lucrările de construcție au fost începute în 1937 de preotul paroh Emanuel Dziewior (1928-1939), dar el nu a reușit să o finalizeze deoarece a murit la 5 octombrie 1939. Construcția bisericii a fost finalizată de pr. paroh Jósef Kledzik (1939-1942). Noul lăcaș de cult a fost sfințit la 20 octombrie 1940 de către Anton Sebesteny, paroh de Dornești și decan de Rădăuți, împreună cu preoții din Bucovina. Cu acest prilej a primit hramul Coborârea Duhului Sfânt (sărbătorită la 50 zile de la sărbătoarea Paștilor).
În timpul celui de-al doilea război mondial, ca urmare a emigrării credincioșilor romano-catolici germani (cu tot cu preoți în unele cazuri) în Germania, multe comunități romano-catolice din Bucovina au fost depopulate. În anul 1941, doar parohiile din Cacica, Solonețu Nou și Suceava mai aveau preoți.  În aceste condiții, preoții din Solonețu Nou au trebuit să se îngrijească și de comunitățile catolice reduse numeric din localitățile învecinate. Pr. paroh Jósef Kledzik a păstorit și comunitățile din Solca și Arbore, iar pr. pensionar Jósef Chrucki, stabilit la Solonețu Nou, s-a îngrijit în perioada 1941-1944 de comunitatea din Poiana Micului. Au urmat ca parohi pr. Alfons Kulpa (1942-1945) și pr. Walerian Zdanowicz (1945-1946). 
Cel de-al doilea război mondial a produs distrugeri bisericii și casei parohiale; era necesară repararea lăcașului de cult și reconstruirea casei parohiale. În anul 1946 a murit pr. Henryk Wochowski, rectorul Sanctuarului marian de la Cacica. Noul paroh de Cacica, pr. Jósef Chachula (1946-1967), era originar din Solonețu Nou și a reunit cele două parohii (Cacica și Solonețu Nou). El s-a ocupat de păstorirea ambelor comunități.
După război, a apărut posibilitatea emigrării etnicilor polonezi în Polonia, fiind organizate trei transporturi în Polonia în anii 1946 și 1947. Au plecat atunci 523 de persoane, satul Solonețu Nou rămânând cu o populație de 527 locuitori. În perioada regimului comunist, etnicii polonezi au reușit să-și mențină identitatea poloneză, limba și tradițiile.
În anul 1968 a fost reînființată Parohia Solonețu Nou, ca paroh fiind numit pr. Kazimir Kotylewicz, fost paroh la Cacica (1967-1968). El a păstorit comunitatea romano-catolică din Solonețu Nou în perioada 1968-1989. 

### Renovări și modernizări
După răsturnarea regimului comunist în decembrie 1989, noul paroh Ștefan Babiaș (1989-1996) a renovat biserica și casa parohială. Lăcașul de cult a fost resfințit la 21 noiembrie 1993 de către episcopul Petru Gherghel de la Iași. Au succedat ca parohi preotul polonez Jacek Strzelecki (1996-2001), apoi pr. Iulian-Eugen Kropp (2001-2005) și pr. Marius-Stanislav Bucevski (din 2005).
La sfârșitul secolului al XX-lea, Parohia Solonețu Nou avea ca filiale alte două comunități romano-catolice ale etnicilor polonezi: Pleșa (în perioada 1921-2004) și Poiana Micului (1976-2003).
La începutul secolului al XXI-lea, situația enoriașilor parohiei a fost următoarea:
- 2002 - 370 familii cu 1.040 credincioși[1]
- 2004 - 365 familii cu 1.046 credincioși[7]

Fiind o comunitate importantă, parohia a fost vizitată de mai mulți înalți ierarhi romano-catolici din România și din străinătate. Sunt de menționat următorii: Petru Gherghel (episcop de Iași) - 13-14 martie 2004 , arhiepiscopul polonez Józef Kowalczyk, nunțiu apostolic în Polonia - 29-31 mai 2009 , cardinalul polonez Zenon Grocholewski, prefect al Congregației pentru Educația Catolică de la Vatican - 7 noiembrie 2010, cardinalul Stanisław Dziwisz, fostul secretar al papei Ioan Paul al II-lea, arhiepiscop-mitropolit de Cracovia - 21 mai 2011 ș.a.
În timpul păstoririi preotului Marius-Stanislav Bucevski (paroh de Solonețu Nou din 2005), biserica a fost modernizată. Au fost achiziționate de la Cracovia (Polonia) patru clopote muzicale, pentru suma de aproape 3.000 de euro. Clopotele sunt conectate la un computer și pot fi cântate 100 de melodii cu rezonanță poloneză, în funcție de evenimentul care are loc. Cu prilejul vizitei oficiale la București din 7 octombrie 2009, Lech Kaczyński, președintele Poloniei, i-a conferit preotului Marius Bucevski Crucea de Aur pentru Merite Deosebite, în semn de recunoaștere a activității sale în cadrul comunității poloneze din Solonețu Nou. Această ceremonie s-a desfășurat la sediul Ambasadei Republicii Polone din București.
În iulie 2010 au fost înlocuite cele două geamuri de sticlă din prezbiteriu cu vitralii care-i înfățișează pe Sf. Stanislav și pe papa Ioan Paul al II-lea. Conducerea parohiei luase legătura un an mai înainte cu o firmă din Iași specializată în vitralii și cu o firmă din Cracovia, dar în cele din urmă a optat pentru comandarea vitraliilor unei firme din Poznan (Polonia). S-au mai realizat și alte patru vitralii care au fost amplasate la intrarea în biserică. Cheltuielile de fabricație, transport și montaj a celor șase vitralii s-au ridicat la 50.000 de lei.
În prezent, Parohia Coborârea Duhului Sfânt din Solonețu Nou are 3 filiale, dintre care 2 cu biserică (Arbore - cu Biserica "Nașterea Sfintei Fecioare Maria" din 1902, Solca - cu Biserica "Sfinții Arhangheli Mihail, Gabriel și Rafael" construită în jurul anului 1868) și una fără biserică (Poieni-Solca). În biserică se oficiază zilnic liturghii în limbile română și poloneză.

## Preoți
La această biserică au slujit următorii preoți-parohi: 
- pr. Jan Rossman - A activat ca preot misionar la Solonețu Nou (1902-1906). El a locuit la Cacica, dar venea în fiecare duminică la Solonețu Nou.
- pr. Piotr Brukwicki - A activat ca preot misionar la Solonețu Nou (1906), apoi ca paroh la Dryświaty, azi în Belarus (1926-1936) și la Dźwierszno Wielkie din Voievodatul Polonia Mare (august 1945 - 1 iulie 1952).
- pr. Antoni Mazurkiewicz, CM (n. 21 iunie 1877, Toruń, Polonia - d. 6 iulie 1963, New Haven, Connecticut, SUA) - S-a alăturat Congregației Misionariștilor (frații lazariști) din Cracovia la 1 ianuarie 1903. A urmat studii de filosofie și de teologie, fiind sfințit preot la 5 iulie 1903. A lucrat inițial la Cracovia și apoi în comunitățile polonezilor din România și Statele Unite. A fost preot misionar la Solonețu Nou (1906-1907), paroh al Bisericii "Sf. Stanislav" din New Haven, Connecticut (1908-1921), superior al Casei Misionariștilor din Whitestone (New York) (1922-1925), superior al Basilicii "Sf. Vincent de Paul" din Bydgoszcz, Polonia (1925-1928), paroh al Bisericii "Sf. Stanislav Kostka" din Brooklyn, SUA (1929-1935), vicevizitator al misionariștilor polonezi din SUA (1933-1956). A îndeplinit demnități importante în cadrul comunității polonezilor din SUA, fiind trezorier al comunității în timpul celui de-al doilea război mondial. Pentru meritele sale a fost decorat cu Crucea de Ofițer al Ordinului Polonia Restituta.
- pr. Emanuel Dziewior (n. 1 august 1871, Zabrze, Polonia - d. 5 octombrie 1939, Solonețu Nou, județul Suceava) - A fost profesor de istorie naturală. A activat ca preot misionar la Solonețu Nou (1907-1908), apoi paroh la Solonețu Nou (1928-1939). A fost înmormântat la Solonețu Nou.
- pr. Pawel Mixa, CM - Provenea din Parohia "Sfânta Cruce" din Siemianowice Śląskie (Voievodatul Silezia, Polonia). A fost sfințit preot în 1899. A activat ca preot misionar la Solonețu Nou (1908-1911).
- pr. Henryk Wochowski (n. 12 octombrie 1881, Silezia, Polonia - d. 26 martie 1946, Cacica) - A activat ca preot misionar la Cacica (1906-1911) și la Solonețu Nou (septembrie 1911 - 1924), apoi paroh la Solonețu Nou (1924-1928) și la Cacica (1928- 26 martie 1946). A fost înmormântat la Cacica, inițial lângă biserică, iar astăzi mormântul său se află în noul cimitir parohial.
- pr. Jósef Kledzik (Klegik) (n. 16 mai 1897, Ujście, Polonia - d. 12 august 1942, Solonețu Nou, județul Suceava) - A activat ca paroh la Solonețu Nou (1939-1942), păstorind și comunitățile din Solca și Arbore. A fost înmormântat la Solonețu Nou.
- pr. Jósef Chrucki (d. 1944, Solonețu Nou, județul Suceava) -  A activat ca preot pensionar la Solonețu Nou (1941-1944), îngrijindu-se de comunitatea poloneză din Poiana Micului. A fost înmormântat la Solonețu Nou.
- pr. Alfons Kulpa (d. 1945, Solonețu Nou, județul Suceava) - Provenea din Parohia "Preasfânta inimă a lui Isus" din Mysłowice (Voievodatul Silezia, Polonia). A fost sfințit preot în 1934. A activat ca paroh la Solonețu Nou (1942-1945). A fost înmormântat la Solonețu Nou.
- pr. Walerian Zdanowicz -  A fost sfințit preot în 1937, la Liov. A activat ca paroh la Solonețu Nou (1945-1946), apoi la Parohia "Sf. Arhanghel Mihail" din Polkowice (Voievodatul Silezia Inferioară, Polonia) (aprilie 1951 - mai 1961), iar mai târziu la Kłobuczyn (din mai 1961).
- pr. Józef Chachuła (Iosif Chachula) (n. 19 martie 1911, Solonețu Nou, județul Suceava - d. 27 septembrie 1967, Cacica) - A fost sfințit ca preot în 1938, la Cracovia (Polonia). A activat ca paroh la Siret (1943-1944) și apoi la Cacica (1946 - 27 septembrie 1967), păstorind în paralel și comunitatea din Solonețu Nou. A fost înmormântat la Solonețu Nou.
- pr. Cazimir Cotolevici (Kazimierz Kotylewicz) (n. 11 februarie 1926, Stârcea, județul Bălți, azi în Republica Moldova) - A absolvit Școala generală de 7 clase la Glodeni (1939), liceul la Iași (1948) și Institutul Teologic din Alba-Iulia (1954). A fost sfințit preot la 8 decembrie 1954, la Oradea, de către episcopul Ștefan Fiedler. A activat ca vicar la Gherăești (1 iulie 1955 - 1 februarie 1956), Siret (1 februarie - 1 octombrie 1956), Oituz (1 octombrie 1956 - 15 octombrie 1958) și Cacica (15 octombrie 1958 - 1 ianuarie 1960), administrator parohial la Oituz (1 ianuarie 1960 - 3 martie 1962), paroh la Ploscuțeni (3 martie 1962 - 3 martie 1964), vicar la Huși (3 martie - 3 octombrie 1964), paroh la Nicolae Bălcescu (3 octombrie 1964 - 1 noiembrie 1966), Găiceana (1 iulie 1966 - 1 decembrie 1967), Cacica (1 decembrie 1967 - 1 martie 1968) și Solonețu Nou (1 martie 1968 - 6 august 1989), apoi preot pensionar colaborator la Poiana Micului (6 august 1989 - 31 august 2003) și preot emerit la Otuz (1 septembrie 2003-). A ieșit la pensie la 23 mai 1986.
- pr. Ștefan Babiaș (n. 29 aprilie 1960, Baineț, județul Suceava - d. 21 martie 2010, Suceava) - A absolvit Școala generală de 10 clase la "C.N. Eudoxiu Hurmuzachi" din Rădăuți (1977), Școala de Cantori din Iași (1979) și Institutul Teologic din Iași (1986). A fost hirotonit preot la 29 iunie 1986, la Iași, de către episcopul Ioan Robu. A activat ca vicar la Rădăuți (1 august 1986 - 31 iulie 1988) și Iugani (1 august 1988 - 31 iulie 1989), paroh la Solonețu Nou (1 august 1989 - 31 august 1996), Gura Humorului (1 septembrie 1996 - 31 august 2006) și Suceava (1 septembrie 2006 - 21 martie 2010), decan de Bucovina și membru al Consiliului Prezbiteral (15 martie 2005 - 21 martie 2010). A fost înmormântat la Siret.
- pr. Jacek Strzelecki (n. 1962, Białka Tatrzańska, Comuna Bukowina Tatrzańska, Voievodatul Polonia Mică, Polonia) - A fost sfințit preot în 1988. A păstorit comunitățile romano-catolice poloneze din România ca paroh la Bulai (1 iulie 1995-1996) și Solonețu Nou (1996-2001), apoi a activat ca paroh la Parohia Preasfintei Inimi a lui Isus din Rączna-Polonia (2007-).
- pr. Iulian-Eugen Kropp (n. 29 aprilie 1960, Rădăuți, județul Suceava) - A absolvit Școala generală de 8 clase la Rădăuți (1975), Liceul "Eudoxiu Hurmuzachi" din Rădăuți (1977), Școala de Cantori la Iași (1979) și Institutul Teologic din Iași (1986). A fost sfințit preot la 29 iunie 1986, la Iași, de către arhiepiscopul Ioan Robu. A activat ca vicar la Suceava (1 august - 31 august 1986), Pildești (1 septembrie 1986 - 19 august 1987) și din nou la Suceava (20 august - 31 decembrie 1987), paroh la Siret (1 ianuarie 1988 - 10 februarie 1992), preot colaborator la Chișinău, Republica Moldova (11 februarie - aprilie 1992) și Bălți, Republica Moldova (mai 1992 - 31 iulie 1993), paroh la Ciugheș (1 august 1993 - 30 aprilie 1996), Cacica (1 mai 1996 - 16 august 2001) și Solonețu Nou (16 august 2001 - 31 iulie 2005), responsabil al Oficiului Diecezan pentru Pelerinaje (1 iunie 2005 -), paroh la Târgu Frumos (1 august 2005 – 1 septembrie 2010) și Răducăneni (1 septembrie 2010-).
- pr. Marius-Stanislav Bucevski (n. 24 iunie 1976, Rădăuți, județul Suceava) - A absolvit Școala Generală de 8 clase la Rădăuți (1990), Liceul Seminarial din Bacău (1995) și Institutul Teologic la Kul-Lublin, Polonia. A urmat apoi studii postuniversitare la Kul-Lublin, unde a obținut masteratul în teologie. A fost sfințit preot la 29 iunie 2001, la Roman, de către episcopul Petru Gherghel. A activat ca vicar la Suceava (1 august 2001 - 1 august 2003), apoi paroh la Poiana Micului (1 septembrie 2003 - 1 iulie 2005) și Solonețu Nou (1 august 2005 -).

## Imagini

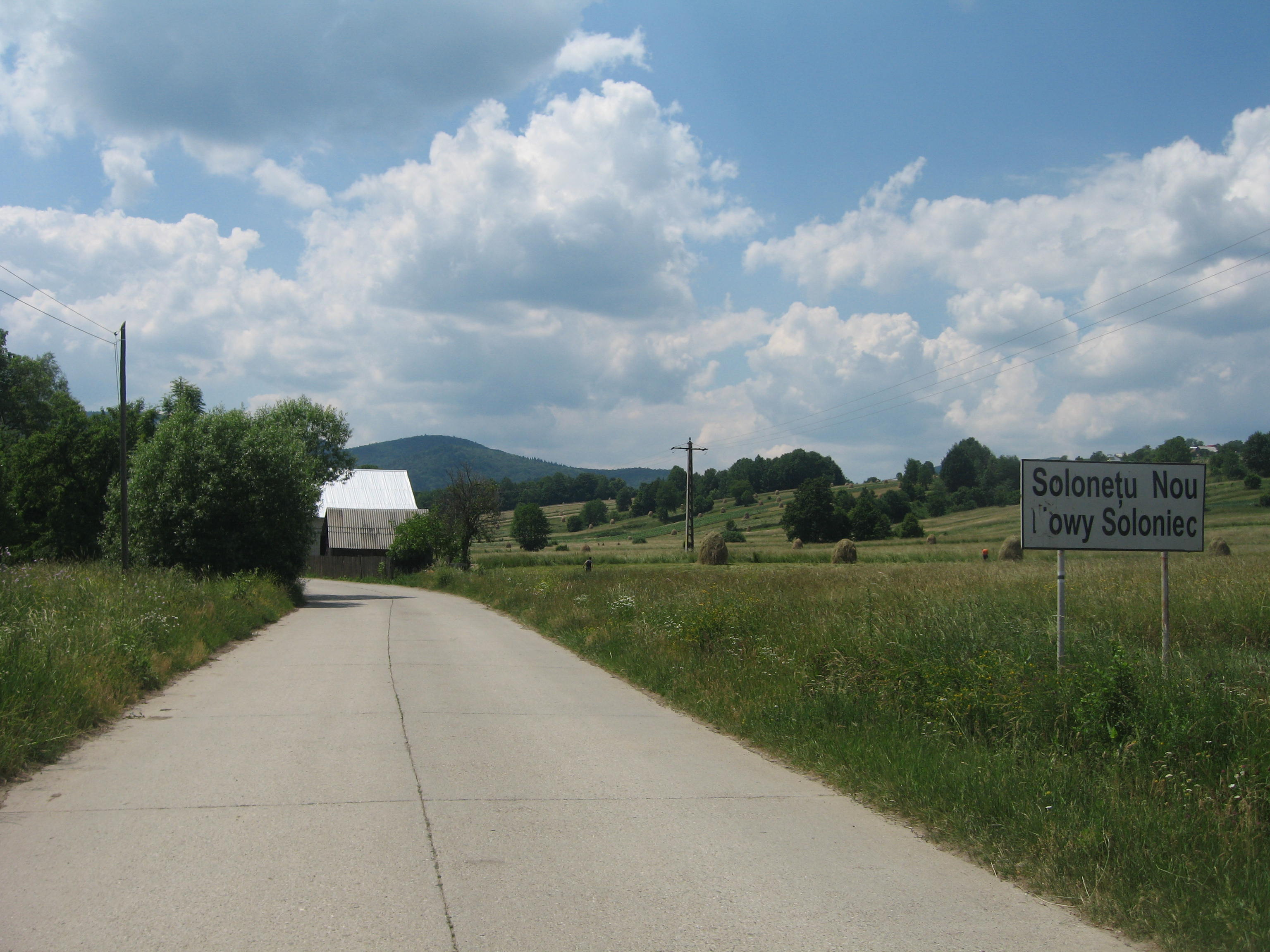
Intrarea în sat - plăcuţa bilingvă cu denumirea localităţii
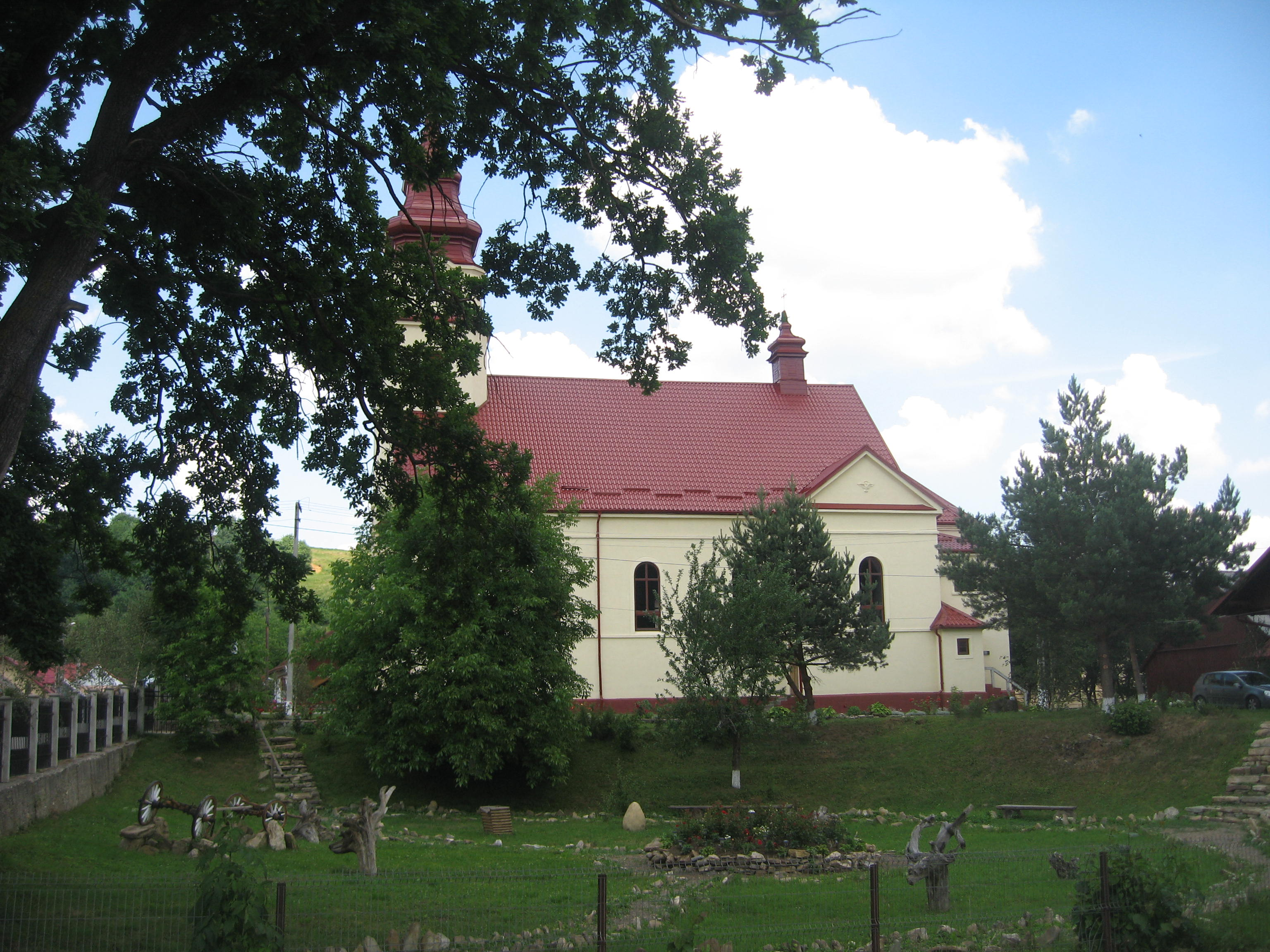
Vedere laterală
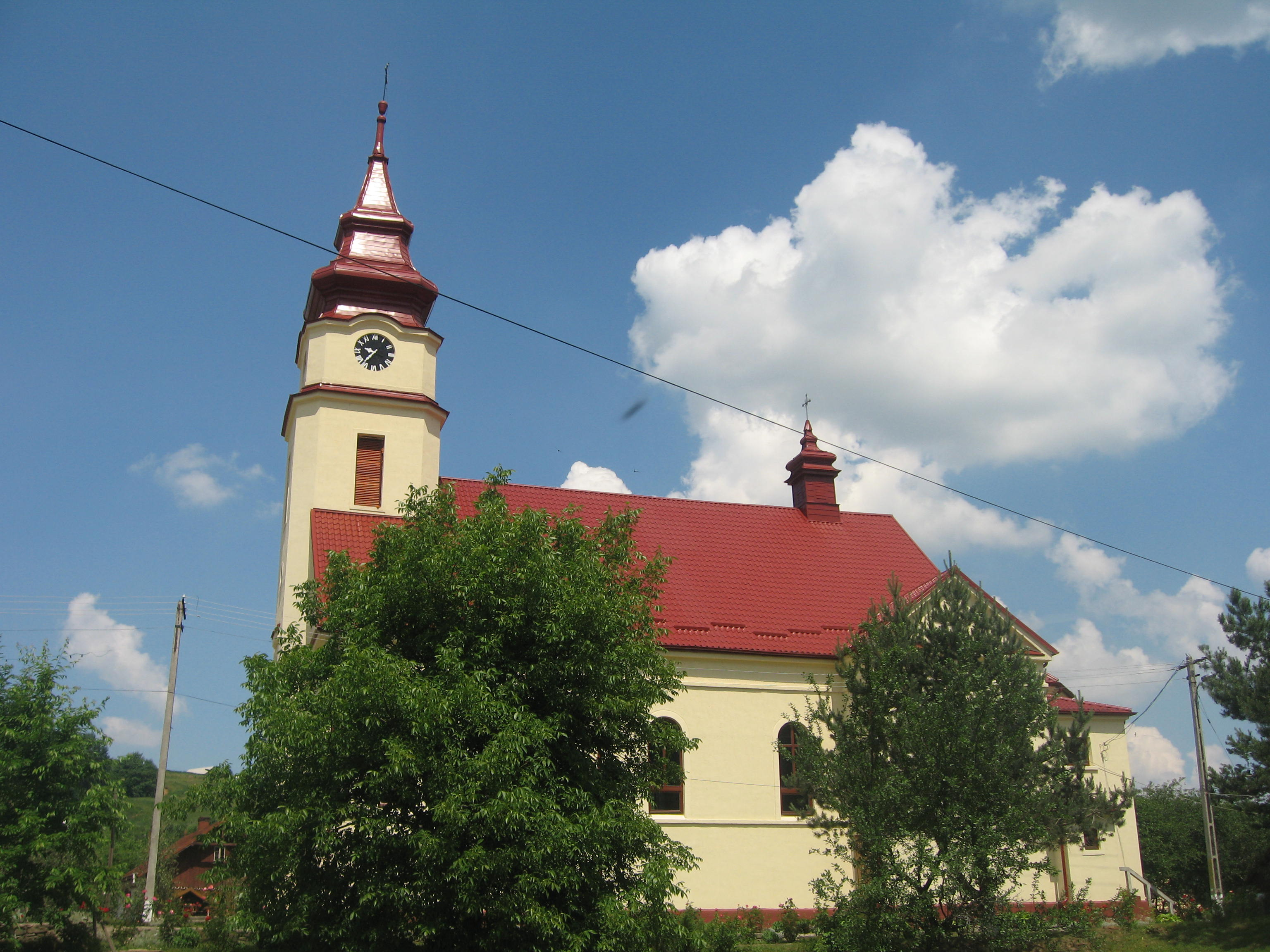
Vedere laterală
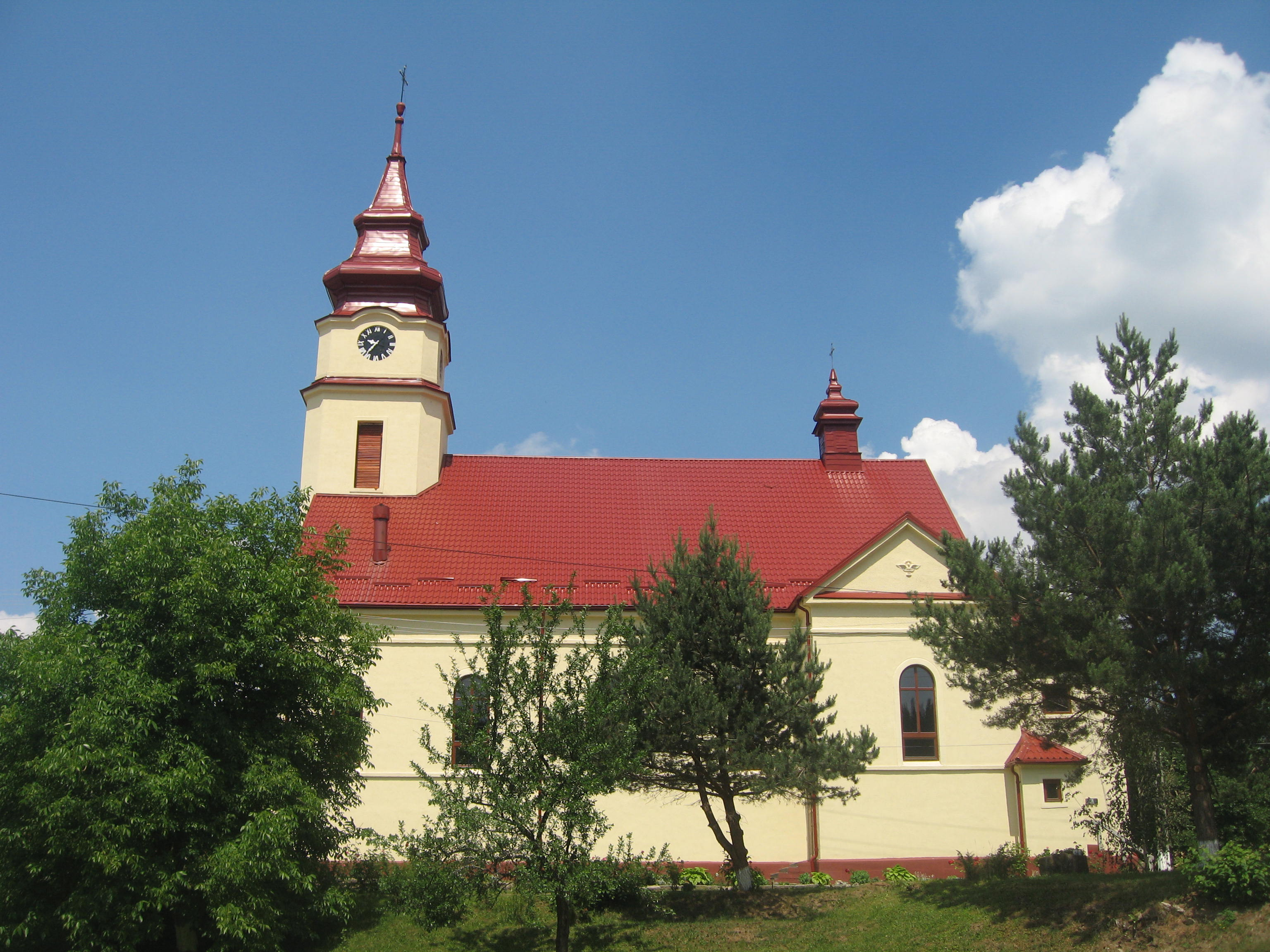
Vedere laterală
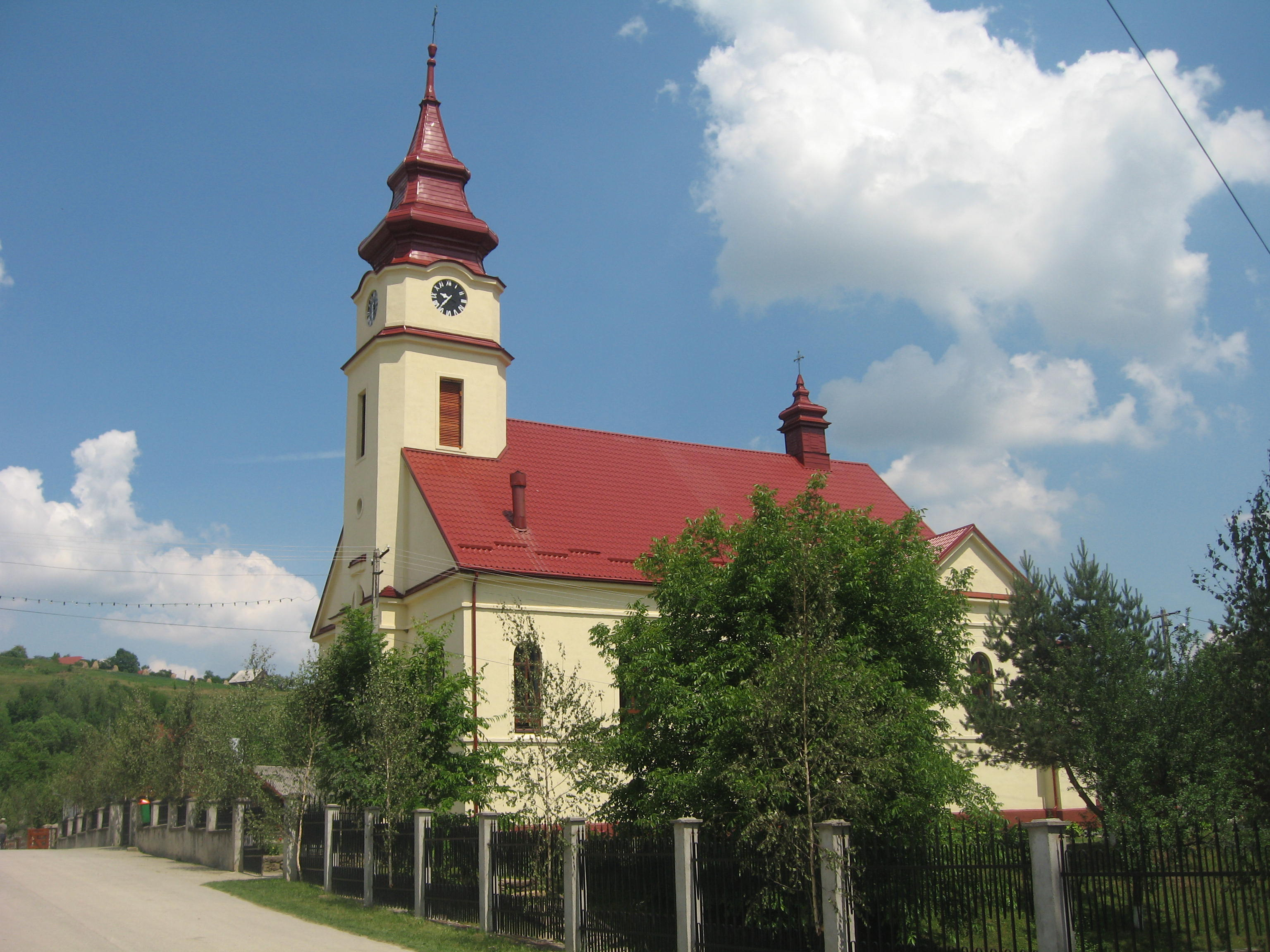
Biserica romano-catolică din Soloneţu Nou
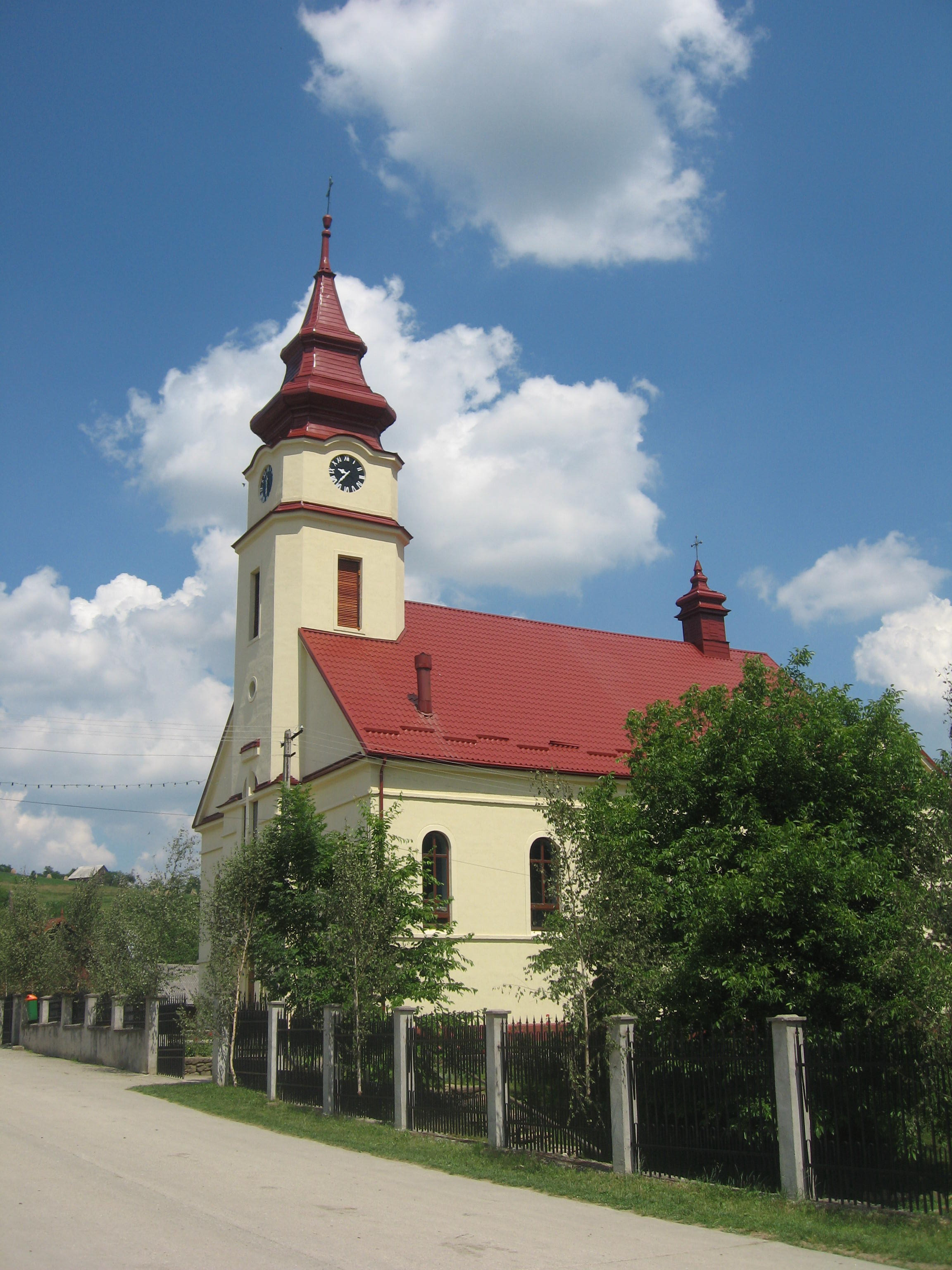
Biserica romano-catolică din Soloneţu Nou
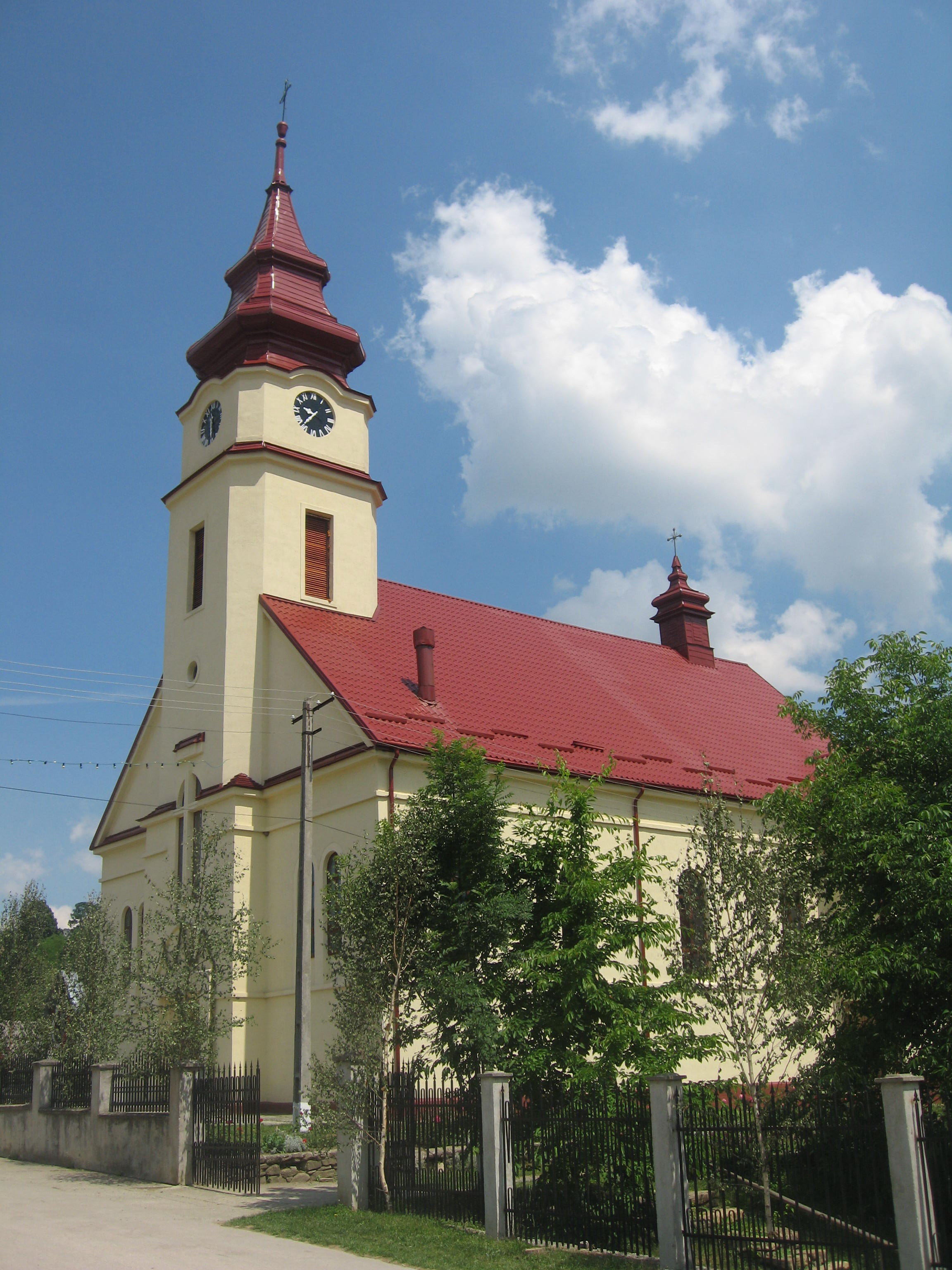
Biserica romano-catolică din Soloneţu Nou
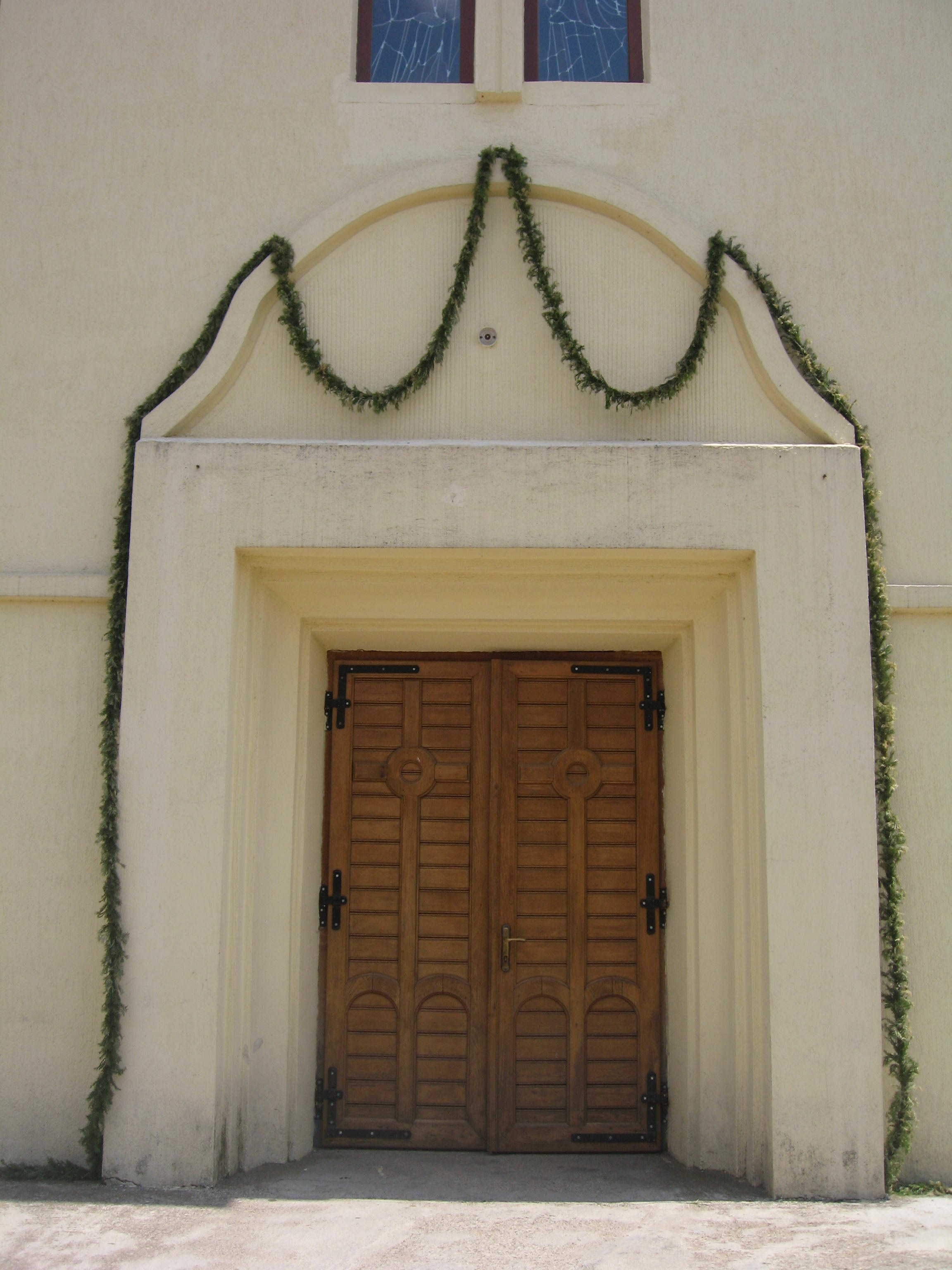
Intrarea în biserică
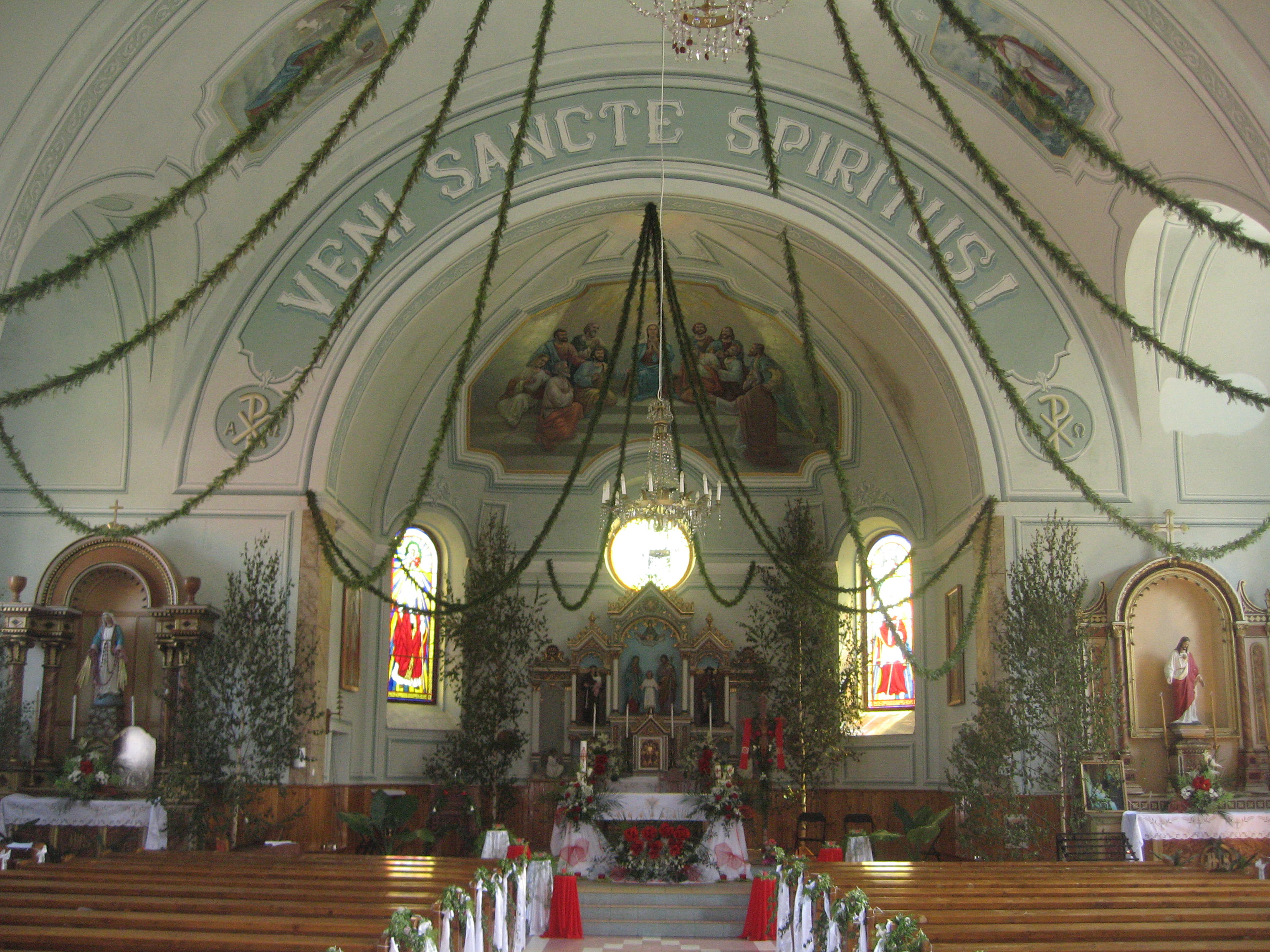
Interiorul bisericii
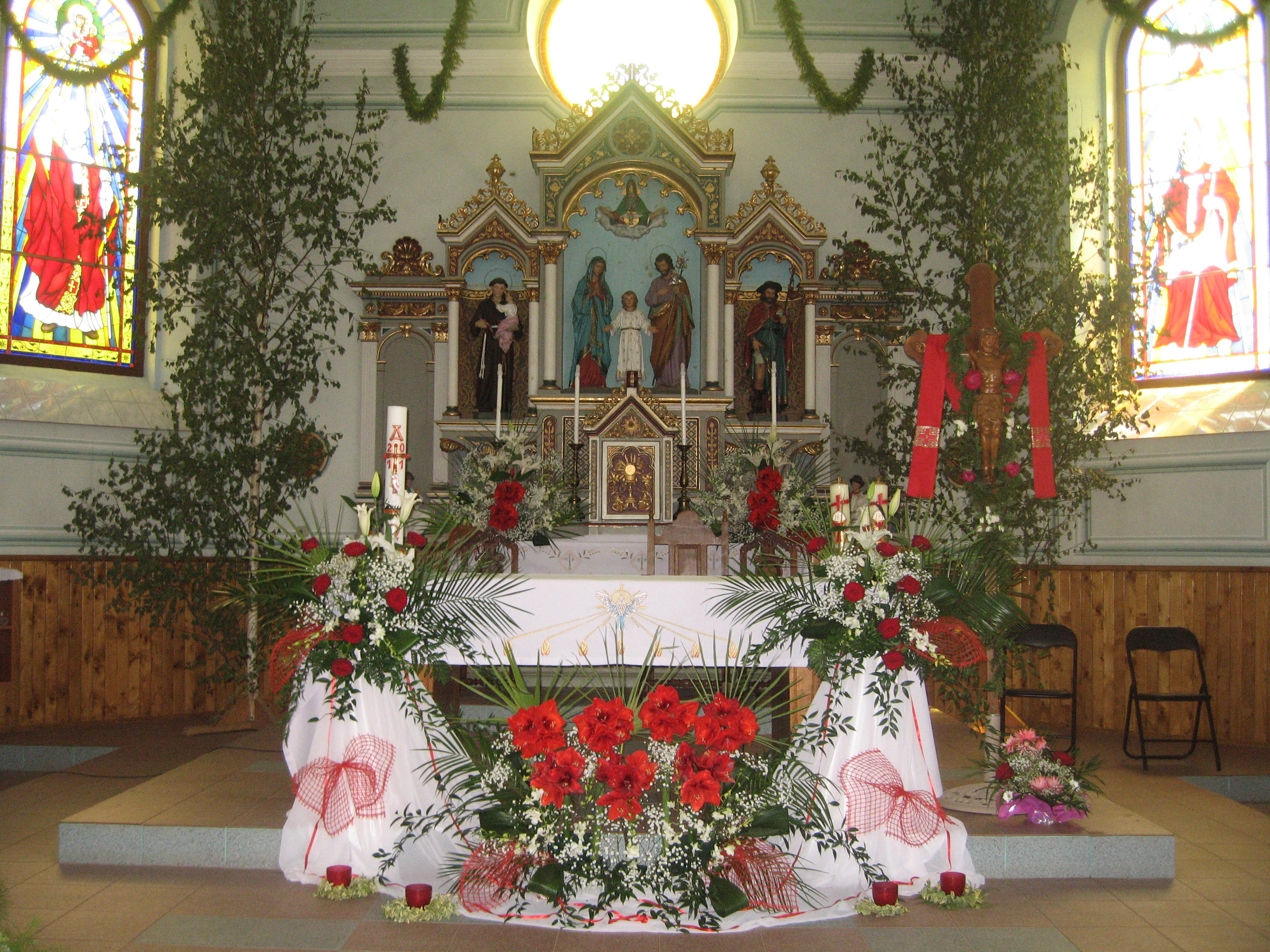
Altarul central
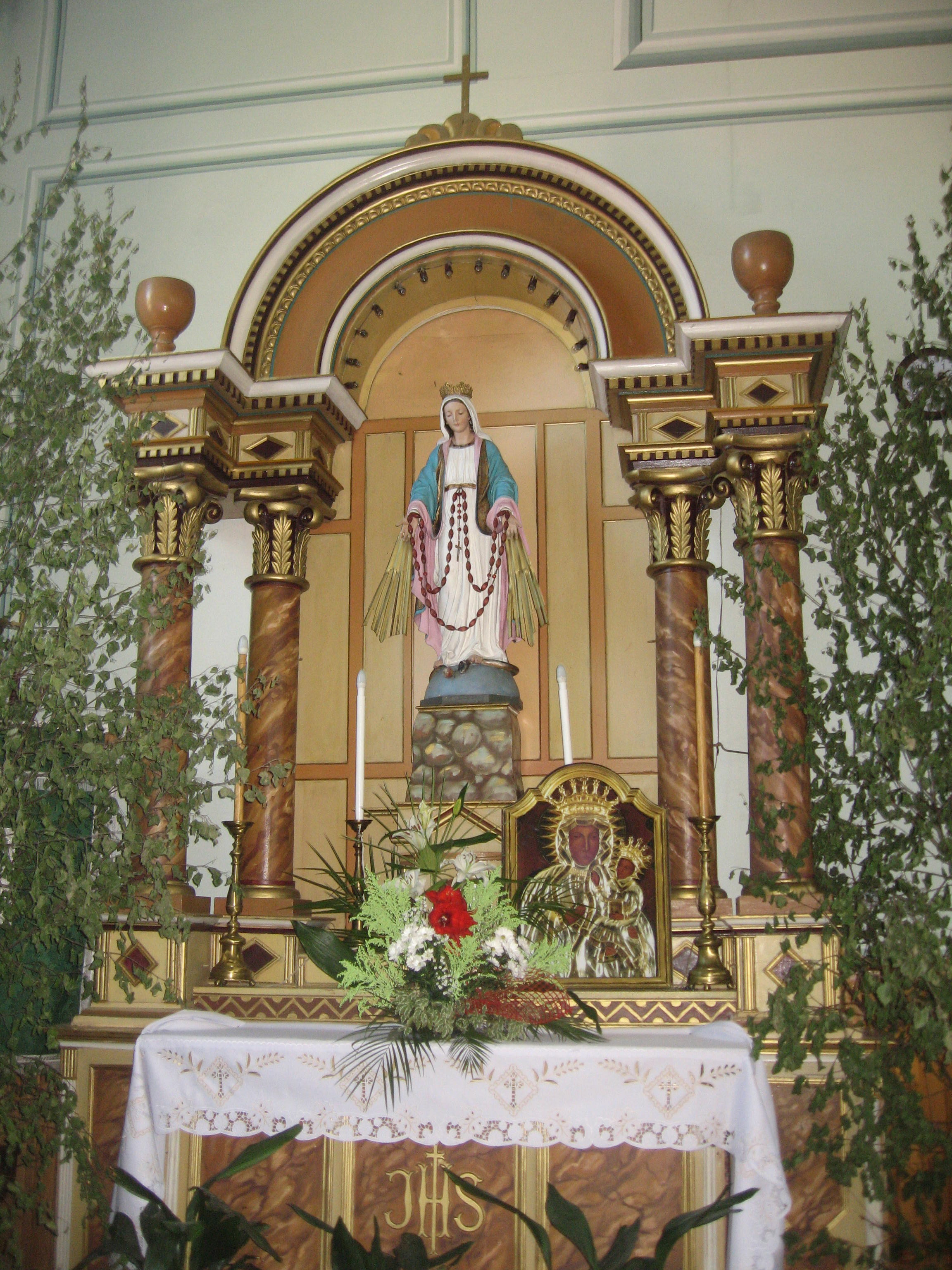
Altarul lateral stânga
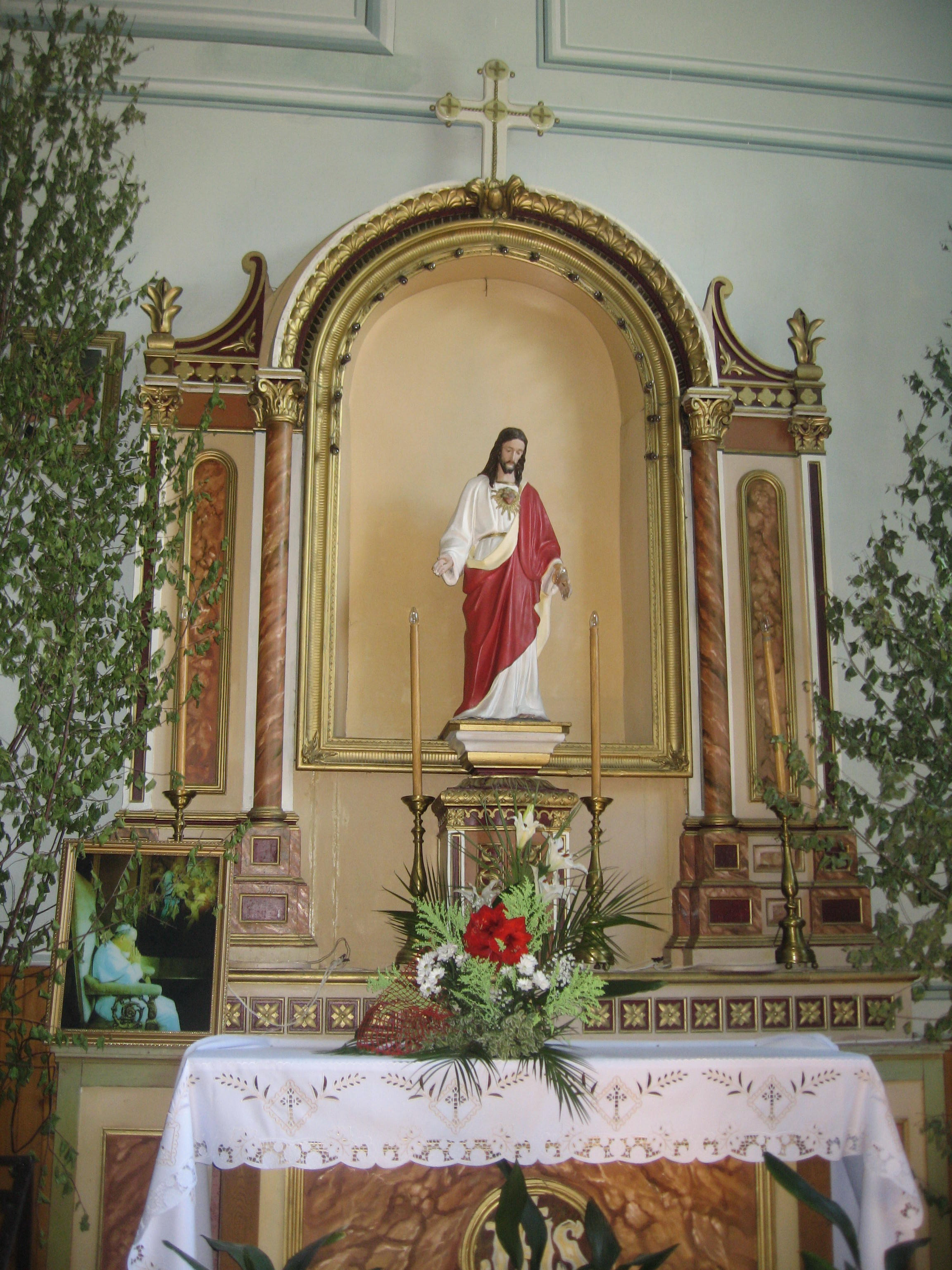
Altarul lateral dreapta
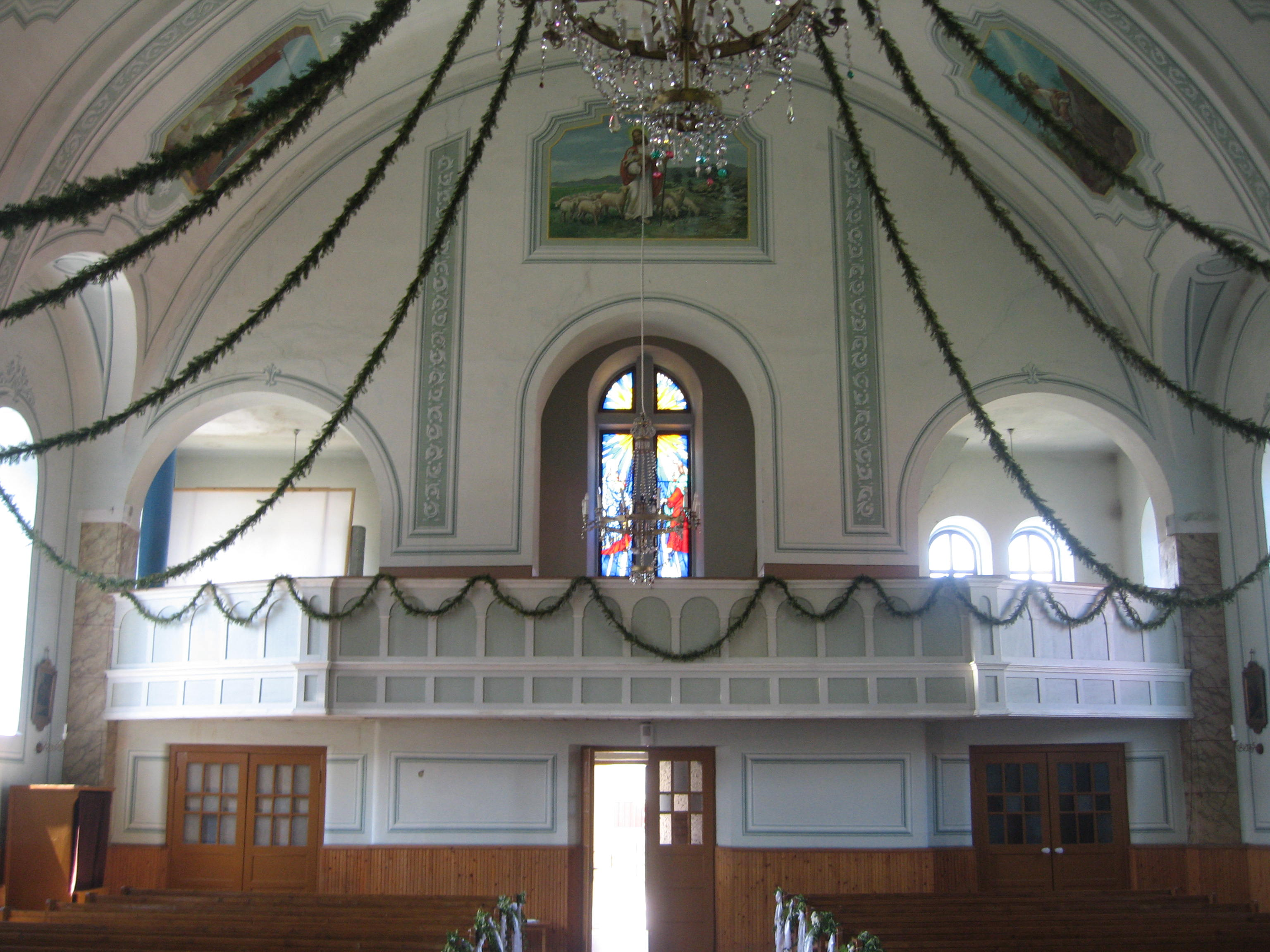
Balconul corului